# Regina Sheck
Regina Sheck (Tokoroa, 9 novembre 1969) è un'ex rugbista a 15 neozelandese, due volte campionessa del mondo con le Black Ferns.

## Biografia
Agente di polizia dal 1992, rappresentò Waikato, la sua provincia di origine, e Auckland nel suo periodo di attività internazionale nel ruolo di pilone, anche se saltuariamente giocò come terza ala.
Debuttò nelle Black Ferns nel 1994 contro l'Australia e nel 1998 partecipò alla Coppa del Mondo nei Paesi Bassi, nella cui finale si mise in luce marcando una meta nella vittoria per 44-11 contro gli Stati Uniti.
Quattro anni più tardi fu di nuovo in squadra nella nazionale che vinse la Coppa del 2002 in Spagna.
Dopo la fine dell'attività internazionale continunò a giocare per Waikato finché la squadra femminile fu messa in campo; nel 2010, dopo il congedo dalla polizia e l'inizio del lavoro come rieducatrice per carcerati, giocò per Manawatu.
Quando Waikato ricostituì la squadra femminile nel 2012 Sheck fu chiamata in squadra come giocatrice e assistente allenatrice per un'ultima stagione.

## Palmarès
- Coppe del mondo: 2
Nuova Zelanda: 1998, 2002